# Ben Turpin
Ben Turpin, vlastním jménem Bernard Turpin, (19. září 1869 New Orleans, Louisiana – 1. července 1940 Santa Monica, Kalifornie) byl americký komik zlaté éry filmové grotesky. Hlavními atributy postavy, jež ztělesňoval na filmovém plátně, byla hubená postava, velký knír a hlavně šilhající oči. Během své kariéry natočil přes 200 filmů. Největší popularity dosáhl v první polovině 20. let 20. století s filmy parodujícími vážné žánry a filmový průmysl.

## Biografie
Narodil se 19. září 1869 v New Orleans, Louisiana jako Bernard Turpin v rodině francouzského majitele obchodu s cukrovinkami. V sedmi letech se s rodinou přestěhoval do New Yorku. Zde mu jednoho dne jeho otec dal sto dolarů se slovy ať si najde práci a vydělává si na živobytí sám, jelikož od něj již žádné další peníze neuvidí. To se psal rok 1885. Vzal si svých sto dolarů a odjel na východní pobřeží, kde je prohrál v hazardních hrách. V následujících letech procestoval na nákladních vlacích skoro celé Spojené státy americké. Nakonec zakotvil v Chicagu, kde se vydal na hereckou dráhu. Pracoval v cirkuse, vaudevillu i burlesce, byl členem divadelní skupiny Sama T. Jacka. Před filmovou kamerou se poprvé objevil až ve svých 38 letech v roce 1907, když byl v Chicagu najat nově vzniklou filmovou společností Essaney jako komik a vrátný. V následujících dvou letech se tak objevil v několika krátkých komediích společnosti, z nichž se zachovala pouze jediná – film Půlnoční výtržnost (Midnight Disturbance, 1909), ve kterém vystupuje ještě bez své pozdější poznávací značky, šilhavých očí. Jeho rané filmy pro společnost Essaney nedokázaly ještě zužitkovat jeho komediální potenciál a tak se u filmu prozatím neprosadil a vrátil se k práci v cirkuse a burlesce, kde s velkým úspěchem ztělesnil postavu jménem „Happy Hooligans“. Jedním z charakteristických rysů této postavy byly šilhající oči. Turpin simuloval šilhající oči v tolika představeních, že mu již šilhání zůstalo natrvalo. Před filmovou kameru se vrátil až v roce 1914, opět u společnosti Essanay, nejprve v sérii krátkých komedií, ve kterých Wallace Beery ztvárňoval postavu jménem "Sweedie", a poté jako partner nové hvězdy společnosti Charlese Chaplina. Jako jeho partner se objevil v komediích Chaplin filmovým hercem (His New Job; 1915), Chaplin na námluvách (A Night Out; 1915), Chaplin boxerem (The Champion; 1915) nebo Carmen (Carmen; 1915). V té době již silně šilhal a rozhodl se této vady využít. Jeho neuvěřitelně šilhavé oči se tak staly jeho klíčem k úspěchu a na další léta jeho poznávací značkou. Stejně jako měl Buster Keaton svou kamennou tvář, Harold Lloyd své brýle nebo Charles Chaplin svou chůzi, měl Ben Turpin své šilhavé oči. V několika krátkých komedií z tohoto období se po jeho boku objevila jeho manželka, kanadská herečka Carrie LeMieux (1885 - 1925), s níž se oženil v roce 1907. V roce 1916 přechází k malé společnosti Vogue, pro kterou natáčí řadu krátkých grotesek.

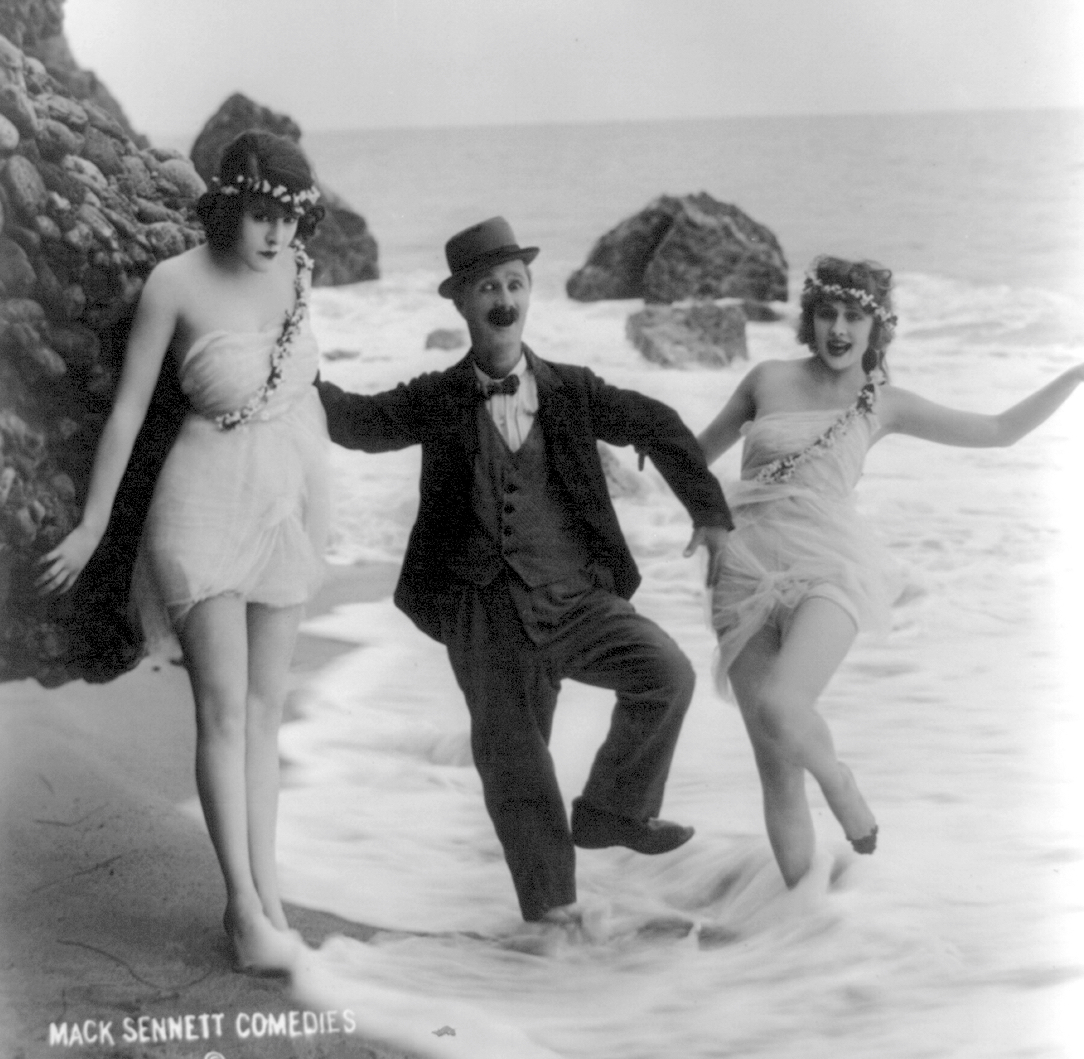
Ben Turpin a koupající se krásky

V roce 1917, ve svých 43 letech, navázal svou dlouholetou spolupráci s Mackem Sennettem, a začíná tak jeho slavné období, ve kterém vytvořil své nejlepší filmy. K těm patří zejména parodie, ať už na literární a dramatická díla, nebo na divadelní a filmové prostředí. První z celé řady jeho parodií je film Chytrá loutka (A Clever Dummy; 1917), následován parodiemi na divadelní hry Variace na East Lynne (East Lynne With Variations; 1919), Salome versus Shenandoah (Salome vs. Shenandoah; 1919), Bláznivý Romeo (Romeo and Juliet; 1924) nebo Strýček Tom bez chaloupky (Uncle Tom without the Cabin; 1919), vycházející z populárního románu Harriet B. Stoarové. K těm vůbec nejslavnějším patří parodie na film a filmové prostředí. V těchto filmech se vysmívá hollywoodské honbě za novými hvězdami - film Idol malého města (A Small Town Idol; 1921), zlehčuje těžký život filmových komiků – film Ben filmovým hrdinou (The Daredevil; 1923) a bezduché westerny si bere na mušku ve filmu Rytíř smutné postavy (Yukon Jake; 1924). Asi nejslavnější filmovou parodií Bena Turpina je film Šejk z Arábie (The Shriek of Araby; 1923), mistrovská parodie na tehdy populární romanticko dobrodružný film Šejk (The Sheik; 1921) s Rudolphem Valentinem v hlavní roli. Jako lepič plakátů k tomuto slavnému filmu jezdí hlavní hrdina městem na velbloudu a dělá mu reklamu. Když v jednu chvíli usne, sní o tom, že on sám je neodolatelným šejkem, který prožívá neuvěřitelná pouštní dobrodružstí, při kterých zachrání ze spárů zlotřilého sultána krásnou cizinku. V okamžiku, kdy se stane hrdinou pouště, tak se probudí. Ve filmech Tři týdny navíc (Three Foolish Weeks, 1924), Nešťastný malý princ (When a Man’s Price, 1925) a Pro lásku cara (The Pride of Pikeville, 1927) vytváří postavu poručíka Rodneye St. Claira, dobyvatele dívčích srdcí, jenž je parodií na postavy, které ve filmech představoval Erich von Stroheim. Ve dvacátých letech se stává jedním z nejpopulárnějších komiků němého filmu. Natáčí pravidelně jeden film měsíčně a na vrcholu své kariéry dostával 3 000 dolatů týdně. V roce 1924 se Ben Turpin stáhl do ústraní, aby se mohl věnovat své nemocné ženě Carrie. Po její smrti v říjnu 1925 se plně vrací na filmová plátna, ale zjišťuje, že jeho popularita již nedosahuje jeho dřívější slávy. V té době začíná Turpin investovat do nemovitostí. Má úspěch a stává se jedním z nejbohatších mužů v Hollywoodu. 8. června 1926 se Turpin podruhé (potřetí) oženil, jeho druhá žena Babette Dietz s ním žila až do jeho smrti v roce 1940. V roce 1928 odchází Turpin od Sennetta a na jeden rok se upsal malé společnosti Weiss Brother-Artclass, pro kterou natáčí krátké dvoucívkové komedie. To už ale přichází nová éra – éra zvukového filmu. Na rozdíl od jiných komiků němé éry jej příchod zvukového filmu nezaskočil. Vzhledem k dřívějším investicím do nemovitostí, již totiž nebyl na filmování finančně závislý.
Během 30. let vystupuje ve filmu již jen sporadicky v epizodních rolích. Za každé své vystoupení ve filmu nyní požadoval vždy stejnou částku jeden tisíc dolarů a to bez ohledu, zda šlo o výraznou roli nebo pouhé cameo. V roce 1931 se tak objevil jako oddávající úředník ve filmu Laurel a Hardy se žení (Our Wife; 1931). V roce 1935 vystoupil Turpin společně s několika dalšími veterány němé grotesky v krátkém filmu pro společnost bratří Warnerů Hotel Keystone. A v roce 1939 společně se Sennettem a Keatonem ve filmovém příběhu z éře němého filmu Hollywoodská kavalkáda (Hollywood Cavalcade; 1939). Naposledy se Ben Turpin objevil na filmovém plátně v roce 1940 v malé roli šilhavého instalatéra, jímž pomíchané trubky způsobí, že ledničky hrají a rádia se obalí ledem, v posledním filmu Laurela a Hardyho pro Hala Roache Laurel a Hardy na moři (Saps at Sea; 1940). V červenci téhož roku Ben Turpin v Santa Monice ve věku 71 let umírá na srdeční slabost. Pohřben je na hřbitově Forest Lawn Memorial Park v kalifornském Glendale.

## Výběr z filmografie
| Rok               | Název                                | Původní název               | Role                        | Režie                                      |
| ----------------- | ------------------------------------ | --------------------------- | --------------------------- | ------------------------------------------ |
| 3. květen 1940    | Laurel a Hardy na moři               | Saps at Sea                 | šilhavý instalatér          | Gordon Douglas                             |
| 13. srpen 1939    | Hollywoodská kavalkáda               | Hollywood Cavalcade         | barman ve filmovém westernu | Irving Cummings, Malcolm St. Clair         |
| 1935              | Keystone Hotel                       | Keystone Hotel              | hrabě Drewa Blanc           | Ralph Staub                                |
| 16. květen 1931   | Laurel a Hardy se žení               | Our Wife                    | oddávající úředník          | Gordon Douglas                             |
| 5. červen 1927    | Pro lásku cara                       | The Pride of Pikeville      | Rodney St. Clair            | Alfred J. Goulding                         |
| 15. srpen 1926    | Nešťastný malý princ                 | When a Man's Prince         | Rodney St. Clair            | Edward F. Cline                            |
| 14. září 1924     | Tři týdny navíc                      | Three Foolish Weeks         | Rodney St. Clair            | Edgar Kennedy, Reggie Morris, Mack Sennett |
| 3. srpen 1924     | Bláznivý Romeo                       | Romeo and Juliet            | Romeo                       | Reggie Morris, Harry Sweet                 |
| 8. červen 1924    | Rytíř smutné postavy                 | Yukon Jake                  | Sheriff Cyclone Bill        | Del Lord                                   |
| 25. listopad 1923 | Ben filmovým hrdinou                 | The Daredevil               | Joe Magee, herec            | Del Lord                                   |
| 5. březen 1923    | Šejk z Arábie/On je taky u mariny    | The Shriek of Araby         | šejk                        | F. Richard Jones                           |
| 13. leden 1921    | Idol malého města/Nepřemožitelný Sam | A Small Town Idol           | Sam Smith                   | Erle C. Kenton, Mack Sennett               |
| 21. září 1919     | Strýček Tom bez chaloupky            | Uncle Tom without the Cabin | strýček Tom                 | Edward F. Cline, Ray Hunt                  |
| 23. únor 1919     | Variace na East Lynne                | East Lynne with Variations  | hrdina                      | Edward F. Cline                            |
| 28. červen 1917   | Chytrá loutka                        | A Clever Dummy              | romantický domovník         | Mack Sennett                               |
| 22. duben 1916    | Carmen                               | Burlesque on Carmen         | Remendados                  | Charles Chaplin                            |
| 11. březen 1915   | Chaplin boxerem                      | The Champion                | prodavač v první řadě       | Charles Chaplin                            |
| 15. únor 1915     | Chaplin na námluvách                 | A Night Out                 | prostopášníkův kolega       | Charles Chaplin                            |
| 8. únor 1915      | Sweedie Goes to College              | Sweedie Goes to College     |                             | Richard Foster Baker                       |
| 1. únor 1915      | Chaplin filmovým hercem              | His New Job                 | filmový herec               | Charles Chaplin                            |
| 24. březen 1909   | Půlnoční výtržnost                   | Midnight Disturbance        | zloděj                      | Gilbert M. Anderson                        |

## Zajímavosti
- v době své největší slávy si dal své šilhající oči dokonce pojistit u Lloyda v Londýně na 25 tisíc dolarů, pro případ, že by přestal šilhat
- jeho matku ve filmech často hrála rovněž šilhavá Louise Carverová
- má svou hvězdu na Hollywoodském chodníku slávy (1651 Vine Street)
- ohledně jeho data narození existují dohady, většinou je uváděno datum 19. září v rozmezí let 1869 až 1874
- v době své největší slávy se neznámým lidem na ulici představoval slovy: "Jsem Ben Turpin a vydělávám 3 000 dolarů týdně"
- Ben Turpin byl pravděpodobně třikrát ženatý, o jeho prvním manželství však není skoro nic známo. Poprvé se oženil pravděpodobně v roce 1897.